# Olax merguensis
Olax merguensis är en tvåhjärtbladig växtart som beskrevs av Jules Émile Planchon och Maxwell Tylden Masters. Olax merguensis ingår i släktet Olax och familjen Olacaceae. Inga underarter finns listade i Catalogue of Life.